# Herneith
Herneith ist der Name einer altägyptischen Königin, die vielleicht die Gemahlin des Königs (Pharaos) Djer in der 1. Dynastie (um 3000 v. Chr.) war und unter Den verstarb.

## Belege
In dem Grab der Herneith fand sich ihr Name auf einer Schale geritzt, während sie in Abydos zusammen mit Djer genannt wird. Allerdings ist die Interpretation der Zeichen, die ihren Namen darstellen, umstritten und es ist nicht einmal sicher, dass es sich um eine Frau und damit um eine Königin handelte.

## Grab
Ihre Mastaba (S3507) liegt in Sakkara und wurde Ende 1955 von Walter Bryan Emery ausgegraben. Der Archäologe staunte über die außerordentlich gut erhaltene Substruktur mit einem in diese hineingebauten Hügel. Die bekannteste Entdeckung aber ist eine horizontal verzierte Sandsteinplatte, auf der (von rechts nach links) zwei Königsfiguren sowie vier Vogelhieroglyphen und die Paviangestalt des Gottes Wer-wadjet zu sehen sind. Tonsiegel aus ihrem Grab nennen den hohen Beamten Sechka.